# REScoop
REScoop.eu és la federació europea de cooperatives d'energia renovable, fundada el 2011. El mes de març de 2017 tenia 33 organitzacions membre (contant cooperatives individuals o federacions de cooperatives) en 12 estats d'Europa, representant 1.250 cooperatives i 1.000.000 ciutadans. El seu dia a dia és portat per la cooperativa belga Ecopower.
El 24 de desembre de 2013, la federació europea de grups i cooperatives de ciutadans per energia renovable (REScoop.UE) va ser legalment constituïda sota llei nacional belga amb abast europeu. Aquest acte legal fou una fita importat per al desenvolupament de les activitats de la federació europea i constituí la base per construir una energia renovable europea forta aliança cooperativa.
REScoop és un acrònim de "Renewable Energia Source Cooperative", Cooperativa de Font d'Energia Renovable.
| Estat                           | Membres                                                                    |
| ------------------------------- | -------------------------------------------------------------------------- |
| Alemanya                        | DGRV (F) Buergerwerke                                                      |
| Bèlgica                         | REScoop.Vlaanderen (F) REScoop.Wallonie (F) Courant d'Air Partago Ecopower |
| Croàcia                         | ZEZ                                                                        |
| Dinamarca                       | Middelgrunden                                                              |
| Espanya                         | Union Renovables (F) Som Mobilitat Energetica Goiener Som Energia          |
| França                          | Jurascic Enercoop Energi Partagée                                          |
| Grècia                          | Electra Energy Cooperative of Karditsa Sifnos Energy Cooperative           |
| Països Baixos                   | ODE Decentraal (F) De Windvogel                                            |
| Irlanda                         | Coops energy Ireland                                                       |
| Itàlia                          | SEV (F) Enostra Confcooperative Energia Positiva Retenergie                |
| Regne Unit                      | Community Energy England (F) Carbon Coop Cooperative Energy Energy4All     |
| Suïssa                          | VESE (F)                                                                   |
| (F): Federació de cooperatives. |                                                                            |